# غاستون كليرمونت
غاستون كليرمونت هو شخصية أعمال وسياسي كندي، ولد في 5 ديسمبر 1913 في Chomedey, Quebec ‏ في كندا، وتوفي في 12 يناير 2005 في أوتاوا في كندا. نشط حزبياً في الحزب الليبرالي الكندي. وقد انتخب عضو مجلس العموم الكندي عن دائرة Labelle (federal electoral district) ‏ (1 أكتوبر 1960 – 1 أبريل 1963) وانتخب عضو مجلس العموم الكندي عن دائرة Gatineau (federal electoral district) ‏ (1 يونيو 1968 – 1 مارس 1979).